# Feirouzé
 (décembre 2020).
Feirouzé (en arabe littéraire : فيروزة fayrūzaḧ ; en arabe syrien : fērū́ze) est un village au sud-est de Homs, en Syrie. En raison du développement urbain dans la région, Fairouzeh, comme Zaidal à proximité, est maintenant considéré comme l’une des banlieues de Homs. En 2004, elle avait une population de 6 456. Sa population est majoritairement orthodoxe syriaque.